# Treron pompadora
Treron pompadora là một loài chim trong họ Columbidae.